# Сентерпорт (Њујорк)
Сентерпорт (енгл. Centerport) насељено је место без административног статуса у америчкој савезној држави Њујорк.

## Демографија
По попису из 2010. године број становника је 5.508, што је 62 (1,1%) становника више него 2000. године.
| Група             | 2000.         | 2010.         |
| Белци             | 5.229 (96,0%) | 5.127 (93,1%) |
| Афроамериканци    | 12 (0,2%)     | 27 (0,5%)     |
| Азијати           | 64 (1,2%)     | 102 (1,9%)    |
| Хиспаноамериканци | 117 (2,1%)    | 194 (3,5%)    |
| Укупно            | 5.446         | 5.508         |